# 木下順庵

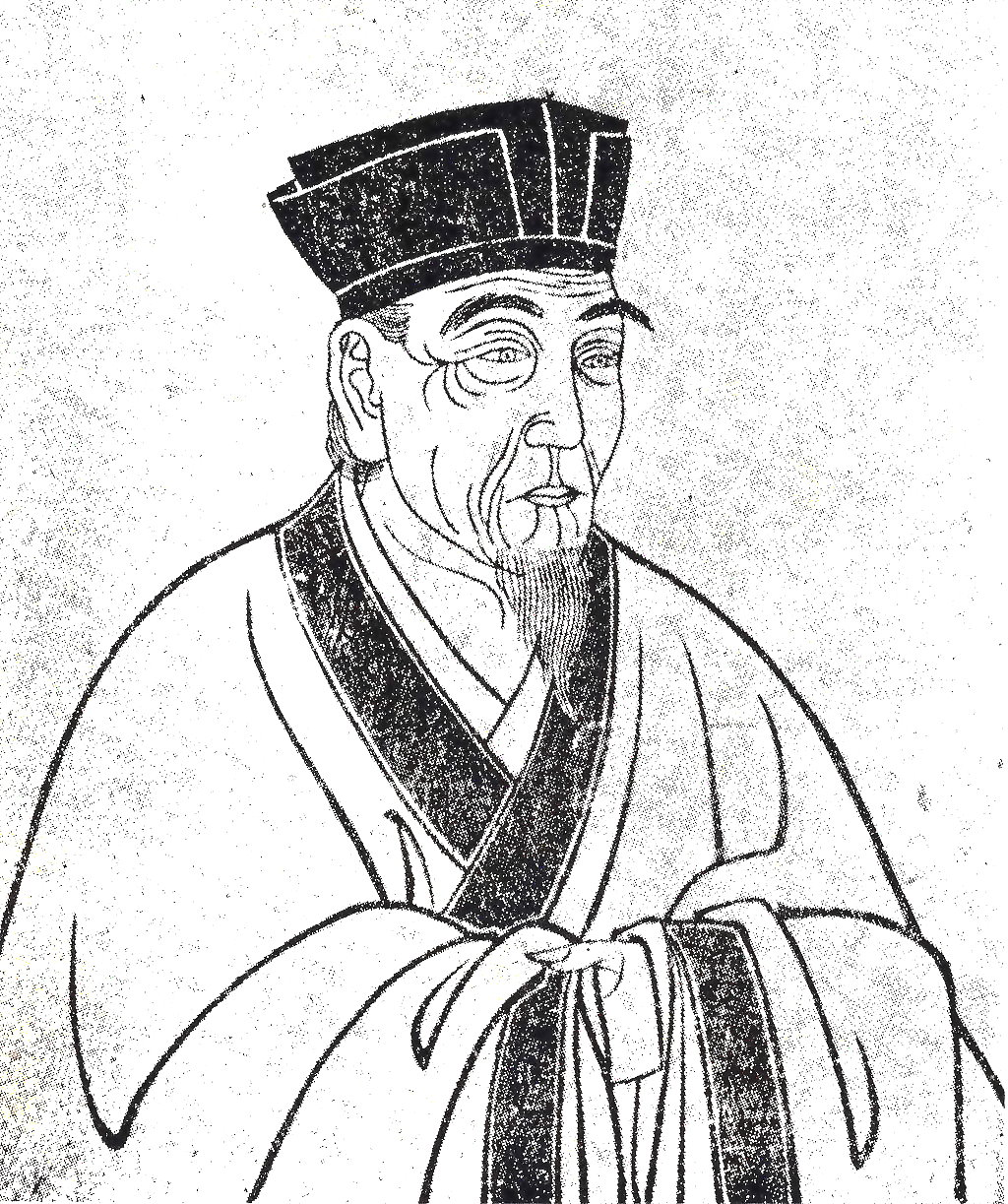
木下順庵／『錦里文集』より

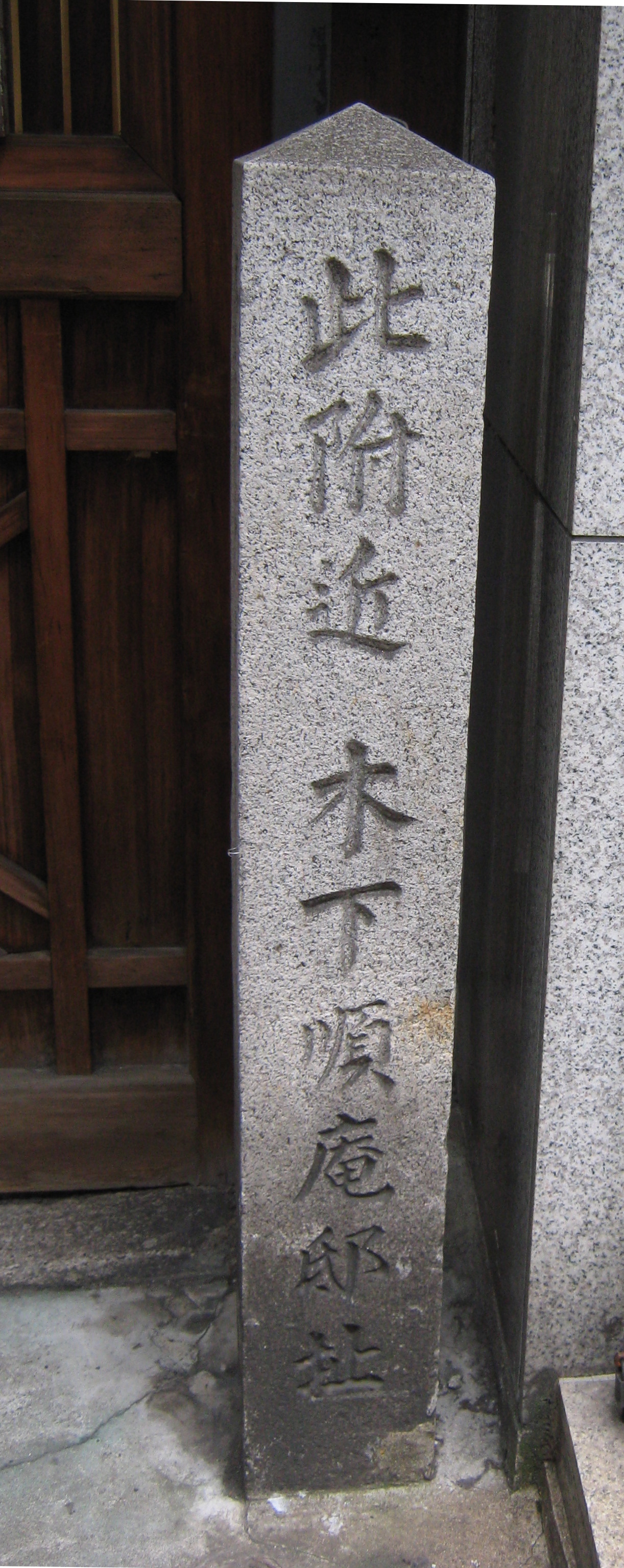
木下順庵邸址、京都市錦小路通烏丸西入南側

木下 順庵（きのした じゅんあん、元和7年6月4日（1621年7月22日） - 元禄11年12月23日（1699年1月23日））は、江戸時代前期の儒学者。名は貞幹、字は直夫、通称は平之丞、号は順庵・錦里・敏慎斎・薔薇洞。私諡を恭靖と言う。

## 生涯
元和7年（1621年）、京都錦小路で 木下意春（秀里）の次男として生まれた。五人兄弟。
幼少より神童と称され、僧天海に鬼才を見込まれて法嗣を望まれるが、藤原惺窩の弟子松永尺五に師事することを選び、儒学の勉学に勤しんだ。柳生宗矩に従って一時江戸に出たこともあるが失望し京に帰り、帰洛後20年京都東山で学究に没頭し、ようやく世に知られるようになり、加賀国金沢藩主前田綱紀に仕えたが、京都に定住していた。
天和2年（1682年）、江戸幕府に招かれて儒官となり、5代将軍徳川綱吉の侍講をつとめた。その間、『武徳大成記』をはじめとした幕府の編纂事業にたずさわり、林鳳岡や林門の儒家たちとも交流している。朱子学に基本を置くが、古学にも傾倒した。
教育者としても知られ、木門十哲と呼ばれる優れた人材を輩出した。元禄6年（1693年）に徳川綱豊（後の徳川家宣）の使者高力忠弘が、甲府徳川家のお抱え儒学者を探しに来た際、順庵は門人の新井白石を推薦した。
元禄11年（1698年）、江戸で死去。墓は東京都大田区妙雲寺にある。
著書に『錦里文集（十巻）』、『班荊集（二巻）』がある。

## 著作
- 『錦里文集 全19巻（本編）』（木下一雄 校訳）国書刊行会、1982年。（寛政元年12月再刻の版本に拠る）。

## 木門十哲
- 新井白石：将軍徳川家宣に仕え、幕政に参与した。
- 室鳩巣：加賀前田家に仕え、のち将軍徳川吉宗の侍講となる。
- 雨森芳洲：対馬藩に仕えて文教・外交に活躍した。
- 祇園南海：紀伊藩の儒者。
- 榊原篁洲：紀伊藩の儒者。
- 南部南山（なんぶなんざん）：富山藩に仕えた。
- 松浦霞沼（まつうらかしょう）：雨森芳洲とともに対馬藩に仕えた。
- 三宅観瀾：徳川光圀に招かれて、「大日本史」の編纂に協力した。
- 服部寛斎（はっとりかんさい）：甲斐府中藩主徳川綱豊（のちの将軍家宣）の侍講となる。
- 向井滄洲（むかいそうしゅう、向井三省とも）